# Revolució social espanyola de 1936
La revolució social espanyola de 1936 va començar després del cop d'estat del 18 de juliol que va desencadenar la Guerra civil espanyola, i va acabar amb la repressió dels fets de maig del 1937. Es basa en l'anarcosindicalisme, l'autogestió i el col·lectivisme, sense apartar-se mai, si més no formalment, de la lleialtat a la República. En molts territoris de l'estat espanyol, els colpistes no es van poder fer amb el control en un primer moment, en ser derrotats pel moviment obrer, que ja tenia consignes d'iniciar la revolució social.

## Fases de la Revolució
El 17 de juliol de 1936, es va iniciar el cop d'Estat militar. El 18 de juliol, mentre els militars colpistes prosseguien la seva revolta, es va produir un buit de poder en el col·lapsat estat republicà (es van succeir quatre governs en un sol dia). En aquella època, la CNT comptava amb aproximadament 1.577.000 militants i la UGT amb 1.447.000 militants. El 19 de juliol la revolta arriba a Catalunya, i els obrers prenen les armes assaltant casernes, aixecant barricades i frenant els insurrectes.

### L'estiu de l'anarquia (juliol-setembre 1936)

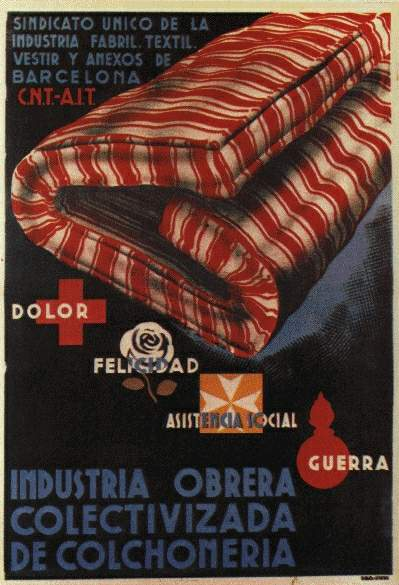
Un cartell de la CNT, 13 de mai de 1937. La col·lectivització fou, als inicis de la guerra, un moviment espontani enfront de l'abandó de moltes indústries per llurs empresaris. El decret de Col·lectivitzacions i Control Obrer d'Indústries i Comerços del 24 d'octubre de 1936 va regularitzar aquesta experiència econòmica.

Els sindicats CNT i UGT convoquen una vaga general del 19 al 23 de juliol com a resposta tant a la revolta militar com a l'aparent apatia de l'Estat enfront del mateix. Malgrat que ja existien antecedents puntuals en dies anteriors de distribució d'armes entre sectors civils, és durant la Vaga General que grups de sindicalistes vinculats als sindicats convocants i a grups menors, assalten diferents dipòsits d'armes de les forces de l'ordre, independentment que estiguessin revoltats contra el Govern o no.
Ja en aquestes primeres setmanes, s'estableixen dos matisos entre els sectors revolucionaris anarcosindicalistes: el grup radical, vinculat fonamentalment a la FAI i a través d'ella a la CNT, encara que també hi participin altres organitzacions menors, que entenien el fenomen com una revolució tradicional, i el grup “possibilista”, format per un altre sector de la CNT (i altres grups revolucionaris més moderats), que desitjava participar en un front més ampli en el anomenat Front Popular Antifeixista (FPA) i al Front d'Esquerres.
Paral·lelament, sorgeix la formació d'estructures administratives al marge de l'Estat, la majoria de les quals van ternir caràcter local o comarcal, sobrepassant en casos puntuals aquests límits. Algunes de les més importants van ésser:
- Comitè Central de Milícies Antifeixistes de Catalunya
- Comitè Executiu Popular de València
- Consell Regional de Defensa d'Aragó
- Comitè de Salut Pública de Màlaga
- Comitè de Guerra de Gijón
- Comitè Popular de Sama de Langreo
- Consell de la Cerdanya
- Comitè Antifeixista d'Eivissa

En totes aquestes estructures quedava reflectida la distinció anteriorment esmentada entre les dues sensibilitats revolucionàries, de les quals els Comitès de Guerra i de Defensa van ser dirigides pel sector més radical i la resta, pels possibilistes.

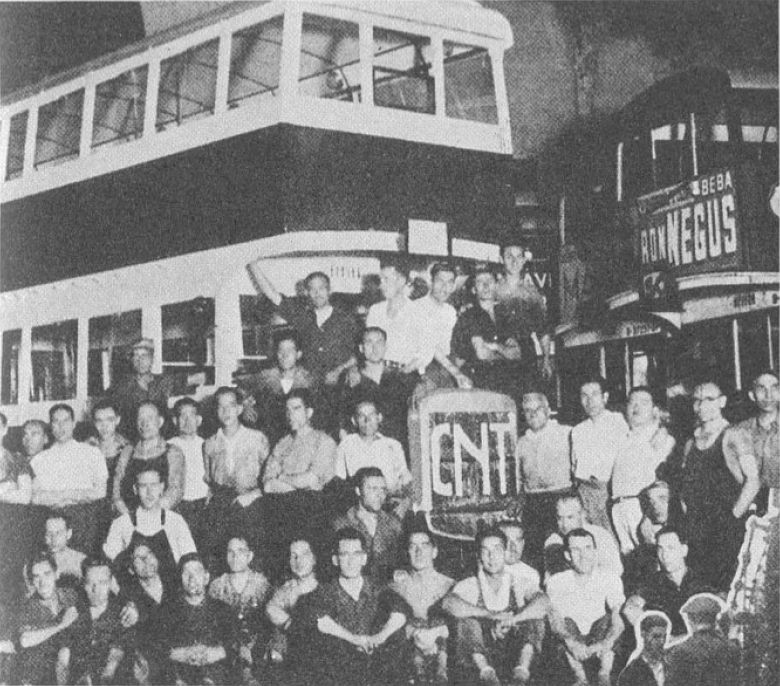
En la foto (Barcelona 1936) el primer autobús construït en els tallers de l'Empresa General d'Autobusos, col·lectivitzada en 1936.

En pocs dies es van articular els fronts de la Guerra Civil, un dels principals és el de l'Aragó. El 24 de juliol de 1936 part la primera milícia voluntària de Barcelona va partir direcció a l'Aragó. L'anomenada Columna Durruti, amb prop de 3.000 persones majoritàriament treballadors coordinats per Buenaventura Durruti, van implantar el comunisme llibertari pels municipis pels quals van passant. A més, es van formar altres estructures militars de caràcter popular com la Columna de Ferro o la Columna Roja i Negra que van partir també cap a l'Aragó. Tot aquest moviment donarà lloc a una extraordinària concentració d'anarquistes en les zones no preses pels militars alçats. L'arribada, d'una banda, dels milers de milicians anarquistes de Catalunya i València i l'existència, per una altra, d'una gran base popular rural aragonesa de filiació anarcosindicalista van permetre el desenvolupament progressiu de la major experiència col·lectivista de la revolució.
Durant aquesta primera fase la major part de l'economia espanyola va ser posada sota el control dels i les treballadores organitzades pels sindicats; principalment en àrees d'influència anarquista com Catalunya. Aquest fenomen va arribar a suposar un 75% del total de la indústria, però en les àrees d'influència socialista la taxa va ser bastant menor. Les fàbriques van ser organitzades i gestionades per comitès de treballadors i treballadores, les àrees agrícoles van arribar a col·lectivitzar-se i funcionar com comunes llibertàries. Fins i tot llocs com hotels, perruqueries, mitjans de transport i restaurants van ser col·lectivitzats i administrats pels seus propis treballadors.
| « | […] es van desenvolupar noves estructures que configuren les bases econòmiques i socials d'aquest contrapoder que s'ha vist emergir en els debats municipals i que li atorguen a aquesta fase de la Guerra Civil el caràcter de Revolució Social, almenys fins als fets de maig de 1937 a Barcelona. | » |

George Orwell descriu una escena d'Aragó durant aquest període, en el qual va participar com a part de la Divisió Lenin del POUM, en el seu cèlebre llibre Homenatge a Catalunya:
| «               | Jo estava integrant, més o menys per atzar, a l'única comunitat d'Europa occidental on la consciència revolucionària i el rebuig del capitalisme eren més normals que el seu contrari. A Aragó s'estava entre desenes de milers de persones d'origen proletari majoritàriament, totes elles vivien i es tractaven en termes d'igualtat. En teoria, era una igualtat perfecta, i en la pràctica no estava molt lluny de ser-ho. En alguns aspectes, s'experimentava un pregust de socialisme, per la qual cosa entenc que l'actitud mental prevalent fora d'índole socialista. Moltes de les motivacions corrents en la vida civilitzada -ostentació, afany de lucre, temor als patrons, etcètera- simplement havien deixat d'existir. La divisió de classes va desaparèixer fins a un punt que resulta gairebé inconcebible en l'atmosfera mercantil d'Anglaterra; allà només estàvem els camperols i nosaltres, i ningú era amo de ningú | » |
| — George Orwell | |   |

Les comunes eren organitzades segons el principi bàsic de «De cada un d'acord amb les seves habilitats, a cada un d'acord amb les seves necessitats». En algunes zones, els diners va ser totalment eliminats i reemplaçats per vals. Sota aquest sistema, el cost dels béns era amb freqüència una mica més d'un quart del cost anterior. Les àrees rurals expropiades durant la revolució a Catalunya van arribar a ésser el 70%, a l'Aragó prop del 70%, del 91% a l'Extremadura republicana, el 58% a Castella-La Manxa, el 53% a l'Andalusia no sotmesa als militars insurrectes, el 25% a Madrid, el 24% per Múrcia i el 13% al País Valencià. El total aproximat de col·lectivització d'aquestes terres expropiades, va suposar un 54% de la superfície de l'Espanya republicana, segons dades de l'IRA. No obstant això, atès que el Ministeri d'Agricultura, i per extensió l'IRA, estaven sota control del Partit Comunista, hostil a la col·lectivització, les dades podrien ser majors. Les províncies on van adquirir major importància les col·lectivitzacions rurals, van ser les de Ciudad Real -on estaven col·lectivitzades l'any 1938, 1.002.615 hactàrees, el 98,9% de la superfície conreada en 1935- i Jaén- amb 685.000 hactàrees, el 76,3% -, quedant a molta distància la resta de les províncies republicanes. Moltes col·lectivitats van aguantar fins al final de la guerra.
Al Aragó on es va proclamar el comunisme llibertari al pas de les columnes de milícies llibertàries, es formen aproximadament 450 col·lectivitats rurals, la pràctica totalitat d'elles en mans de la CNT, amb un nombre que rondarà les 20 a càrrec de la UGT.
A l'àrea valenciana es constituiran 353 col·lectivitats, 264 dirigides per la CNT, 69 per la UGT i 20 de manera mixta CNT-UGT. Uns dels seus principals desenvolupaments seran el Consell Llevantí Unificat d'Exportació Agrícola (conegut per les seves inicials, CLUEA) i la total socialització de les indústries i serveis de la ciutat de Alcoy.
En la indústria catalana els sindicats obrers de la CNT es van fer amb nombroses fàbriques tèxtils, van organitzar els tramvies i els autobusos de Barcelona, van implantar empreses col·lectives al sector pesquer, a la indústria del calçat i fins i tot es va estendre als petits comerços al detall i als espectacles públics. En pocs dies el 70% de les empreses industrials i comercials havien passat a ser propietat dels treballadors en aquella Catalunya que concentrava, per si sola, dos terços de la indústria d'Espanya.
Tot i les crítiques que clamaven per la màxima eficiència, les comunes anarquistes produïen més que abans de ser col·lectivitzades i les zones alliberades treballaren sobre els principis llibertaris: les decisions eren preses en concilis de ciutadans comuns, sense cap mena de burocràcia.
Sumat a la revolució econòmica, va existir un esperit de revolució cultural i moral: els ateneus llibertaris es van convertir en llocs de trobada i autèntics centres culturals de formació ideològica, en els quals s'organitzaven des de classes d'alfabetització, a xerrades sobre sanitat, excursions al camp, biblioteques d'accés públic, representacions teatrals, tertúlies polítiques o tallers de costura. Es van fundar nombroses escoles racionalistes, que van ampliar l'oferta ja existent d'ateneus i centres sindicals, en les quals es duien a terme els postulats educatius de Ferrer i Guàrdia, Mella, Tolstoi o Montessori. Igualment, en el terreny social algunes tradicions eren considerades com tipus d'opressió i la moral burgesa era vista com a deshumanitzant i individualista. Els principis anarquistes defensaven la llibertat de l'individu i el deure natural de solidaritat entre els éssers humans com a eina innata de progrés de les societats. Així durant la revolució per exemple, a les dones se'ls va permetre avortar a Catalunya, la idea de l'amor lliure consensuat es va fer popular i va haver un auge del naturisme. D'alguna manera, l'alliberament va ser similar a la dels moviments de la «Nova Esquerra» de la dècada de 1960 amb la diferència que aquesta moralitat va ser hegemònica, la següent màxima podia indicar el viscut en aquest període: "La utopia llibertària es va fer realitat".
L'ordre públic també va variar substancialment, arribant a prescindir de les forces d'ordre públic clàssiques (Policia, Guàrdia Civil, Jutjats i exèrcit) suplantades per les Patrulles de Control formades per voluntaris, les milícies populars i les assemblees de barri a les quals es pretenien resoldre els problemes que poguessin sorgir. Les portes de moltes presons van ser obertes alliberant als presos entre els quals hi havia molts polítics però també delinqüents comuns.
Tot i la descomposició de facto del govern, aquest va intentar recuperar una mica de poder amb algunes mesures. Va crear els “batallons de voluntaris”, embrió de l'exèrcit Popular de la República, i va aplicar una sèrie de decrets:
- Decret del Govern de la República del 18 de juliol, cessant els militars que van participar en el cop.

- Decret cessant als empleats del Govern que simpatitzaven amb els colpistes del 25 de juliol.
- Decret d'intervenció de la indústria del Govern del 25 de juliol.
- Decret de confiscació dels ferrocarrils del Govern del 3 d'agost.
- Decret d'intervenció en els preus de venda d'alimentació i roba del Govern del 3 d'agost.
- Decret de confiscació de finques rústiques del Govern del 8 d'agost.
- Decret de clausura d'institucions religioses del Govern del 13 d'agost.
- Decret de socialització i sindicalització de l'economia del Govern autonòmic català del 19 d'agost.
- Decret de creació dels Tribunals Populars del Govern del 23 d'agost.

Van sorgir també les primeres tensions entre l'estratègia de la CNT (i el conjunt del Moviment anarquista) i la política del Partit Comunista i la seva extensió a Catalunya, el PSUC, i el 6 d'agost van marxar els membres del PSUC del govern català per pressions anarcosindicalistes.

### Primer govern de la Victòria (setembre-novembre de 1936)
L'estat es limita a legislar sobre els fets consumats per la revolució, encara que degut a la guerra contra els sublevats militars, els sindicats comencen a cedir de manera circumstancial el control de les columnes a l'Estat per a la defensa de Madrid d'octubre-novembre, que va ser dirigida per la Junta de Defensa de Madrid, un organisme autònom en què es veuen representats tots els partits del Front Popular i els anarquistes. Aquest major acord entre el Front Popular i els sindicats es plasma en la formació del primer Govern de la Victòria, presidit per Largo Caballero.
Entre les mesures destinades a absorbir o intentar legislar l'activitat revolucionària destaquen: 
- Decret d'incautació de finques de condemnats pels Tribunals Populars del Govern del 17 de setembre.
- Decret de creació dels Jutjats d'Urgència del Govern del 10 d'octubre.
- Decret de col·lectivitzacions i control obrer del Govern autonòmic català del 22 d'octubre.

Tot i que existeix un aparent consentiment per part dels revolucionaris, el nou govern no intervé en el desenvolupament de la revolució, i el seu objectiu principal és potenciar l'exèrcit mitjançant diferents mesures: 
- L'intent de dissolució dels Comitès de Defensa i Guerra.
- Constitució de la Milícia de Vigilància de la Retaguardia (16 de setembre) amb les quals el govern controla a les milícies, fins a aquest moment independents.
- Decret de transvasament voluntari de caps i oficials de les milícies populars a l'Exèrcit (28 de setembre).
- Decret d'aplicació del Codi de Justícia militar a les milícies populars (29 de setembre).

Quan la guerra es comença a allargar, l'esperit dels primers dies de revolució afluixa i comença la fricció entre els diferents integrants del Front Popular, en part per les polítiques del Partit Comunista, les quals eren establertes des del ministeri d'exteriors de l'URSS estalinista.
Per una banda, els comunistes creien que no era el moment adequat per a la revolució i que s'havien de centrar els esforços a derrotar les forces colpistes de Franco. El PCE advocava per no enemistar-se amb les classes mitjanes, les bases dels partits republicans, que es podrien veure afectades i perjudicades per la revolució i centrar-se en l'enemic feixista. Al Front Popular, des de les eleccions de febrer de 1936, es trobaven partits com Esquerra Republicana, Unió Republicana o Esquerra Republicana de Catalunya, sustentats en el vot i interessos de la classe mitjana (funcionaris, professionals liberals, petits comerciants i pagesos amb terra, sense arribar a ser terratinents).
Per altra banda, els anarquistes estaven en desacord perquè la majoria opinava que la guerra i la revolució era una prolongació l'una de l'altra. Creien que la guerra era una prolongació de la lluita de classes, i que el proletariat havia derrotat els militars precisament per aquest impuls revolucionari i no per defensar una república burgesa. Els revoltats representaven precisament la classe a la qual combatien aquests revolucionaris: els grans capitalistes, els terratinents, l'Església, la Guàrdia Civil i l'exèrcit colonial.
Les milícies dels partits que estaven contra de la política soviètica van veure com s'obstaculitzava l'ajuda i els recursos, afectant considerablement la seva capacitat d'actuació. Durant aquesta etapa, algunes estructures revolucionàries se sotmeten al poder del govern, i així s'inicia una dissolució i apropiació de les estructures revolucionàries per part del govern republicà.
Una excepció va ésser la consolidació del procés col·lectivista d'Aragó, a on van arribar milers de milicians llibertaris de València i Catalunya, i on ja abans de l'inici de la Guerra Civil existia la base obrera anarcosindicalista, afiliada a la CNT, més important de tot Espanya. L'assemblea convocada a Bujaraloz el 6 d'octubre de 1936 pel Comitè Regional de la CNT d'Aragó, amb delegacions les poblacions i les columnes confederals seguint les directives propostes del 15 de setembre de 1936 a Madrid pel Ple Nacional de la CNT, va proposar a tots els sectors polítics i sindicals la formació de Consells regionals de Defensa vinculats federativament a un Consell Nacional de Defensa que faria les funcions del govern central, i la creació del Consell Regional de Defensa d'Aragó.
Tot i això, al final de setembre, els sectors més radicals de la CNT-FAI de Catalunya són dominats pels possibilistes i van iniciar una política de col·laboració amb l'estat, integrant-se en la Generalitat i dissolvent el Comitè Central Antifeixistes de Catalunya l'u d'octubre. Per altra banda, el Consell Regional de Defensa d'Aragó és aprovat i legalitzat, tot i mantenir-se sempre fora de la legalitat republicana. També es va regular el Consell Nacional de Defensa, tot i que mai se'n va iniciar el desenvolupament. Davant d'aquesta aparent tolerància al moviment anarquista, un decret de la Generalitat el 9 d'octubre va il·legalitzar tots els Comitès locals a Catalunya, substituint-los formalment per Consells Municipals de l'FPA. Totes aquestes concessions a les institucions van ser considerats per alguns com una traïció als principis clàssics de l'anarquisme, i va rebre dures crítiques per part de companys, que van marcar l'esdevenir de la Revolució.

### Segon govern de la Victòria (novembre de 1936-gener de 1937)
A inicis de novembre, el Comitè Executiu Popular de València se subordina a la política del govern, i diversos alts càrrecs de la CNT s'integren com a ministres. La columna de Hierro protesta pel poc aprovisionament que rep del Comitè executiu Popular, en mans dels possibilistes, i es produeixen enfrontaments entre milícies llibertàries i grups comunistes, amb un saldo de 30 morts. La columna Durruti cedeix i arriba a Madrid per col·laborar amb el govern. El Comitè de Guerra de Gijón és transformat per decret en el Consell Interprovincial d'Astúries i Lleó, regulat i moderat pel govern. Finalment, a inicis de gener, es dissol el Comitè Executiu Popular de València. Durant aquesta etapa, el govern aconsegueix el control definitiu de les milícies populars, dissolent-les en un exèrcit estructurat i jerarquitzat sota el seu mandat. La revolució no sobreviurà com a poder independent després del segon govern de Largo Caballero.

### El final de la revolució (gener-maig de 1937)
A la fi de febrer, el govern prohibeix el diari Nosotros, de la FAI, i s'inicia un període de censura de les veus crítiques amb el govern. L'endemà prohibeix als policies pertànyer a partits polítics o sindicats. La Generalitat exigeix el lliurament de les armes llargues als grups no militaritzats. Dimiteixen els diputats anarquistes i al març es completa la militarització de les milícies. A Puigcerdà, Figueres i en altres ciutats, la guàrdia civil i d'assalt demanen a les patrulles obreres que els lliurin el control policial. Es dissol el Consell de la Cerdanya i la guàrdia d'assalt desarma els obrers a la vista a Barcelona. Al maig, s'intensifiquen els enfrontaments entre els revolucionaris i els moderats. Durant les jornades de maig, alguns ministres comunistes proposen que es castigui la CNT i el Partit Obrer d'Unificació Marxista. El 16 d'aquest mes, Largo Caballero dimiteix i el substitueix el socialista Juan Negrín, que forma govern sense tindre en consideració ni anarquistes ni revolucionaris.